# Turcykling
Turcykling betyder selvstændige cykelture eller rejser med oplevelser, eventyr, og frihed på en cykel i stedet for sport, pendling, eller motion. Turcykling kan variere fra dagsture til ture over mange dage, uger, måneder eller endda år. Turen kan planlægges af deltageren eller være organiseret af en ferievirksomhed, en klub eller en velgørende organisation som en velgørenhedsindsamling. Personer, der rejser på deres cykler kaldes gerne rejsecyklister eller langturscyklister.

## Historie
Danskere begyndte at cykle ud i verden allerede i begyndelsen af 1900-tallet. I 1920'erne cyklede bl.a. Holger Jansen lange ture rundt i Europa, og i 1925 satte Kai Thorenfeldt ud for at cykle jorden rundt. Det klarede han på 2 år og 8 måneder og blev den første danske - samt europæer - og blev kendt som "århundredets jordbetvinger" i danske medier, da han vendte hjem igen. Thorenfeldt beskrev sig selv som "verdenscyklist" og flere unge mænd satte ud for at gøre ham turen efter. En af dem var Jacob Jensen, og da han kom hjem efter en tur på 52.000 kilometer, var han den i verden, der havde foretaget den længste cykeltur nogensinde.
Polycarpus Lindqvist forsøgte sig også med en tur jorden rundt, men bukkede under for dysenteri i indisk Himalaya.
I 1930'erne var der mange danskere, der hjulede ud i Europa og verden, men med Anden Verdenskrig, blev der for en stund sat en stopper for det.
Bogen Velo som er udgivet i 2022 omhandler danskere der de sidste 100 år har rejst ud på cyklen, i bogen bliver det tydeligt hvordan cyklen har demokratiseret eventyret. 100 år tilbage var det at foretage lange rejser til udlandet ikke bare noget man gjorde men cyklen gjorde dette muligt for dem der turde. I bogen kan man læse om danskere som Ivar Tønnesen og Mai-Brit Johansson der første par i verden til at cykle jorden rundt i 1979 og om en dansk eventyrer Martin Lohmann Møller der cykler gennem Mongoliet i den hårde vinter i 2015 

## Rejsemåde
Turcykling er en måde at rejse, hvor det kan være i et land eller gennem lande. Man kan være på en weekendtur eller cykle verden rundt på flere år. En vigtig egenskab ved at flytte sig selv på cykel er, at man selv sætter tempoet og afstanden og bruger sin krop som motor. Man er uafhængig, så længe der er mad og vand at finde.

## Typer af Turcykling

### Traditionel turcykling
Turcykling kendes på en tungt pakket cykel med tasker til bagage. Som gerne har alt med sig til flere sæsoner og campingudstyr.

### Minimalistisk
Den lette og hurtige som holder sig til en sæson og eller sender udstyr frem til punkter undervejs.

## Danske Langturscyklister og Rejsecyklister
- Polycarpus Lindqvist - Rejsen til Indien på cykel
- Kai Thorenfeldt - Jorden rundt på Cykel[2]
- Martin Lohmann Møller - Dansk eventyrer har cyklet fra Rotterdam til Kathmandu 38000km og fra Argentina til Canada 22000km. Han er medlem af Eventyrernes Klub[3] og stor fortaler for det at rejse ud som rejsecyklist[4][5][6]
- Lars Nielsen - Guinness Rekord-indehaver på flere ture.
- Nicolai Bangsgaard - Solo Jorden rundt på cykel[7][8]
- Tore Grønne - Chefredaktør på Opdag Verden. Han har skrevet flere bøger om sine cykeleventyr og er medlem af Eventyrernes Klub[9]. Tore har cyklet 50.000 kilometer rundt i verden[10][11].

## Turcyklen
Turcyklen kan være en blanding af en mountainbike og af en normal cykel. Den kendes på sin kraftige og lidt længere ramme. Der findes skruehuller til flere flaskeholdere og til baggagebærere for og bag. Nogle langturscyklister anvender racercykler.